# Blair Peak
Blair Peak är en bergstopp i Antarktis. Den ligger i Östantarktis. Australien gör anspråk på området. Toppen på Blair Peak är 873 meter över havet. Blair Peak ligger vid sjöarna Tillite Lake och Patterned Lake.
Terrängen runt Blair Peak är platt åt sydost, men åt nordväst är den kuperad. Trakten är obefolkad. Det finns inga samhällen i närheten.